# Agriotes sputator
Agriotes sputator је инсект из реда тврдокрилаца који припада фамилији скочибуба (Elateridae).

## Распрострањеност
Врста је распрострањена у већем делу Европе, осим крајњег севера, у Малој Азији, у северној Монголији и Северној Африци. Ненамерно је унета у Северну Амерку где је присутна у изолованим локалитетима близу источне обале у Новој Шкотској. У Србији је бележена на подручју Војводине, централног и западног дела земље. 

## Станиште
Одрасле јединке се могу наћи на бројним зељастим биљакама првенствено из породице трава (Poaceae) и штитара (Apiaceae). Често их има у изобиљу на ливадама, на отвореним пешчаним или кречним земљиштима која укључују шуме, баште, дине и ивице путева. У неким земљама повремено се јављају у великом броју и могу бити штеточине бројним усевима попут житарица, сунцокрета, кромпира, цвекле а у мањој мери и махунарки. Ларве нападају корен чиме успоравају раст и уништавају саднице. Могу се директно хранити семеном одмах по сејању и у неки случајевима довести до озбиљног смањења развоја усева и приноса.

## Опис врсте
Одрасла јединка достиже дужину између 6 и 9 mm. Глава и пронотум су тупо зашиљени, а антене су дугачке као укупна дужина главе и пронотума. Доња страна тела је браонкастоцрна, а ноге и антене су бледо црвенкастосмеђе. Пронотум и елитрони су браон до тамно обојени, прекривени густом, кратком и сивкастом пубесценцијом. Ларве су жуте боје, танке и дугачке, дужине до 20 mm због чега су познате под називом жичари.

## Животни циклус
Одрасле јединке су активне од марта или априла, када температура земљишта достигне температуру око 10 °C. Хране се углавном лишћем, па се могу видети на цветовима биљака. Парење и полагање јаја се дешава убрзо, јер већ до јуна већина одраслих јединки угине. Женке полажу више од стотину јаја у рупама у земљи које су дубине од 5 до 10 cm, релативно близу биљке домаћина. Количина влаге је такође битан фактор у њиховом развоју, јер у недостатку влаге долази до успоравања раста и на крају до угинућа. Ларве се појављују након три недеље и почињу одмах да се хране корењем. Развој ларви траје између 2 до 4 године у зависности од хране и температуре. Ларва метаморфозира у лутку дубоко у земљи током јула и августа. Одрасле јединке се развијају кроз две-три недеље, али остају у земљи до пролећа.